# François-Armand-Auguste de Rohan-So
François-Armand-Auguste de Rohan-So (Paris, 1º de dezembro de 1717 - Saverne, 28 de junho de 1756) foi um cardeal do século XVIII

## Biografia
Nasceu em Paris em 1º de dezembro de 1717. Segundo dos cinco filhos de Jules François de Rohan, príncipe de Soubise, e Anne-Julie de Melun, princesa de Epinoy. Ambos os pais morreram de varíola em Paris em 1724. Os outros irmãos eram Charles, François Auguste, René e Marie Louise Geneviève. Sobrinho-neto do Cardeal Armand Gaston Maximilien den Rohan-Soubise (1712), bispo de Estrasburgo (1704-1749). Assumiu o sobrenome Ventadour para se distinguir do tio. Primo distante do cardeal Louis César Constantin de Rohan (1761), bispo de Estrasburgo de 1757 a 1779. Tio do cardeal Louis-René-Édouard de Rohan-Guéménée (1778), bispo de Estrasburgo de 1779 a 1801 .
Educação inicial em casa por vários professores eruditos. Mais tarde, estudou na Faculdade Teológica da Universidade La Sorbonne, em Paris, onde obteve o doutorado em teologia. Sócio Sorbônico ; reitor da universidade..
Ele era príncipe de Tournon. Entrou no estado eclesiástico. Abade Comendador de Ventadour. Concedida dispensa para ser eleito bispo de Estrasburgo pelo seu capítulo da catedral quando era sete anos mais novo que a idade canônica exigida, 2 de setembro de 1740. Membro da Académie Française , 15 de julho de 1741..
Ordenado em 23 de dezembro de 1741, na catedral de Estrasburgo..
Eleito bispo coadjutor de Estrasburgo pelo capítulo da catedral, em 21 de maio de 1742. Preconizado pelo papa coadjutor de Estrasburgo, com direito de sucessão, e eleito bispo titular de Tolemaida, em 30 de julho de 1742. Consagrado em 4 de novembro de 1742, catedral de Estrasburgo , pelo cardeal Armand-Gaston-Maximilien de Rohan de Soubise, bispo de Estrasburgo, assistido por Scipion Bégon, bispo de Toul, e por Claude-Antoine de Choiseul-Beaupré, bispo de Châlons. Promovido ao cardinalato por exemplo de Jaime III, o pretendente ao trono britânico..
Criado cardeal sacerdote no consistório de 10 de abril de 1747; com um breve apostólico de 17 de abril de 1747, o papa enviou-lhe o barrete vermelho a Paris com Mons. Bernardino Onorati; ele nunca foi a Roma para receber o chapéu vermelho e o título. Abade comendador da abadia de Chaise-de-Dieu , 1747. Comendador da Real Ordem de Saint-Esprit . Sucedeu à sé de Estrasburgo em 19 de julho de 1749. Grande esmoler da França, 1749, sucedendo a seu tio-avô, o cardeal. Como bispo de Estrasburgo, foi príncipe do Sacro Império Romano e landgrave da Alsácia. Ele era um patrono de homens eruditos e homens de letras. Quando estava moribundo, pediu para ser transportado para Saverne para morrer lá..
Morreu em Saverne em 28 de junho de 1756, no castelo episcopal de Saverne (ou Zabern), perto de Estrasburgo. Exposto na colegiada maior do castelo de Saverne; e sepultado na capela de Saint-Rosaire dessa mesma igreja.